# Teleki Pál (labdarúgó)
Teleki Pál (Arad, 1906. március 5. – Miskolc, 1985) válogatott labdarúgó, csatár.

## Pályafutása

### A válogatottban
1927-ben egyszer játszott a román válogatottban. 1933 és 1937 között 8 alkalommal szerepelt a magyar válogatottban és 2 gólt szerzett. Tagja volt az 1934-es olaszországi világbajnokságon részt vevő csapatnak.

## Sikerei, díjai
- Román bajnokság
  - bajnok: 1926–27
- Magyar bajnokság
  - 3.: 1933–34

## Statisztika

### Mérkőzése a román válogatottban
| Románia | Románia         | Románia  | Románia | Románia  | Románia     | Románia            | Románia | Románia |
| #       | Dátum           | Helyszín | Hazai   | Eredmény | Vendég      | Kiírás             | Gólok   | Esemény |
| ------- | --------------- | -------- | ------- | -------- | ----------- | ------------------ | ------- | ------- |
| 1.      | 1927. május 10. | Bukarest | Románia | 0 – 3    | Jugoszlávia | Sándor király-kupa | -       |         |
|         | Összesen        |          |         | 1        | mérkőzés    |                    | 0       | gól     |

### Mérkőzései a magyar válogatottban
| Magyarország | Magyarország         | Magyarország                    | Magyarország | Magyarország | Magyarország  | Magyarország    | Magyarország | Magyarország |
| #            | Dátum                | Helyszín                        | Hazai        | Eredmény     | Vendég        | Kiírás          | Gólok        | Esemény      |
| ------------ | -------------------- | ------------------------------- | ------------ | ------------ | ------------- | --------------- | ------------ | ------------ |
| 1.           | 1933. január 29.     | Lisszabon                       | Portugália   | 1 – 0        | Magyarország  | barátságos      | -            |              |
| 2.           | 1933. március 5.     | Amszterdam                      | Hollandia    | 1 – 2        | Magyarország  | barátságos      | 1            | 73'          |
| 3.           | 1933. március 19.    | Budapest, Hungária körúti pálya | Magyarország | 2 – 0        | Csehszlovákia | barátságos      | -            |              |
| 4.           | 1933. április 30.    | Budapest, Üllői úti pálya       | Magyarország | 1 – 1        | Ausztria      | barátságos      | -            |              |
| 5.           | 1933. szeptember 17. | Budapest, Hungária körúti pálya | Magyarország | 3 – 0        | Svájc         | Európa-kupa     | -            |              |
| 6.           | 1934. március 25.    | Szófia                          | Bulgária     | 1 – 4        | Magyarország  | vb-selejtező    | -            |              |
| 7.           | 1934. május 27.      | Nápoly (ITA)                    | Magyarország | 4 – 2        | Egyiptom      | vb-nyolcaddöntő | 1            | 11'          |
| 8.           | 1937. május 9.       | Budapest, Hungária körúti pálya | Magyarország | 1 – 1        | Jugoszlávia   | barátságos      | -            | 46'          |
|              | Összesen             |                                 |              | 8            | mérkőzés      |                 | 2            | gól          |